# Angyal Imre
Angyal Imre (Veszprém, 1950. március 28. –) magyar politikus, tanácselnök, országgyűlési képviselő.

## Életpályája

### Iskolái
1968-ban fejezte be a veszprémi Vegyipari Technikumot és a veszprémi zeneiskolában a hegedű szakot. 1971–1974 között elvégezte a Marxizmus-Leninizmus Esti Egyetem szakosító tagozatát. 1978-ban államvizsgázott az Államigazgatási Főiskola hallgatójaként. 1999-ben közigazgatási szakvizsgát tett.

### Pályafutása
1968–1972 között bedolgozó csoportvezető volt az Inotai Aluminiumkohónál. 1972–1974 között a felsőörsi Lövész Klub titkára volt. 1972–1975 között Magyar Hajó és Darugyár, balatonfüredi ifjúmunkás klubvezetője volt. 1972–1987 között a Magyar Hajó- és Darugyár Balatonfüredi Gyáregységében öntödei csoportvezetőként dolgozott. 1990–1991 között munkanélküli volt. 1991–1992 között a balatonfüredi SZOT Sétahajózás műszaki vezetője volt.
A Balatoni Panteonban elhelyezett Kisfaludy Sándor, Berda József emléktáblát, Jókai Mór plakettet, valamint a Berzsenyi Dániel Forrás halfej-kifolyóit öntötte ki bronzból.

### Politikai pályafutása
1972–1975 között az Alsóőrs–Felsőőrs–Lovas községekben tanácstag volt. 1975–1990 között országgyűlési képviselő (Balatonfüred) volt. 1977–1989 között az MSZMP tagja volt. 1985–1990 között a Veszprém megyei képviselőcsoport elnöke volt. 1987–1990 között Tihany tanácselnöke volt. 1992-től a veszprémi TÁKISZ szervezési osztályvezetője volt.

## Családja
Szülei: Angyal Imre bognármester (1924–2000) és Bugovics Terézia voltak. Felesége, Ács Margit kárügyintéző. Két gyermekük született: András (1978) és Katalin (1980).

## Díjai, kitüntetései
- Kiváló Dolgozó (1978)
- Honvédelmi Emlékérem (10 év, 15 év) (1982, 1987)
- Tanácsi Munkáért (1990)